# Імовиця
Імовиця (словен. Imovica) — поселення в общині Луковиця, Осреднєсловенський регіон, Словенія. 
Висота над рівнем моря: 329,4 м.